# Hill Nunatak, Östantarktis
Hill Nunatak är en nunatak i Antarktis. Den ligger i Östantarktis. Australien gör anspråk på området. Toppen på Hill Nunatak är 1 030 meter över havet.
Terrängen runt Hill Nunatak är lite kuperad.  Trakten är obefolkad. Det finns inga samhällen i närheten.